# Aflu
Aflu (arab.: أفلو, fr. Aflou) – miasto w Algierii, w wilajecie Al-Aghwat. Leży w górach Atlas, na wysokości 1400 m n.p.m. W 2012 roku liczyło 84,7 tys. mieszkańców.